# Richard Bartle

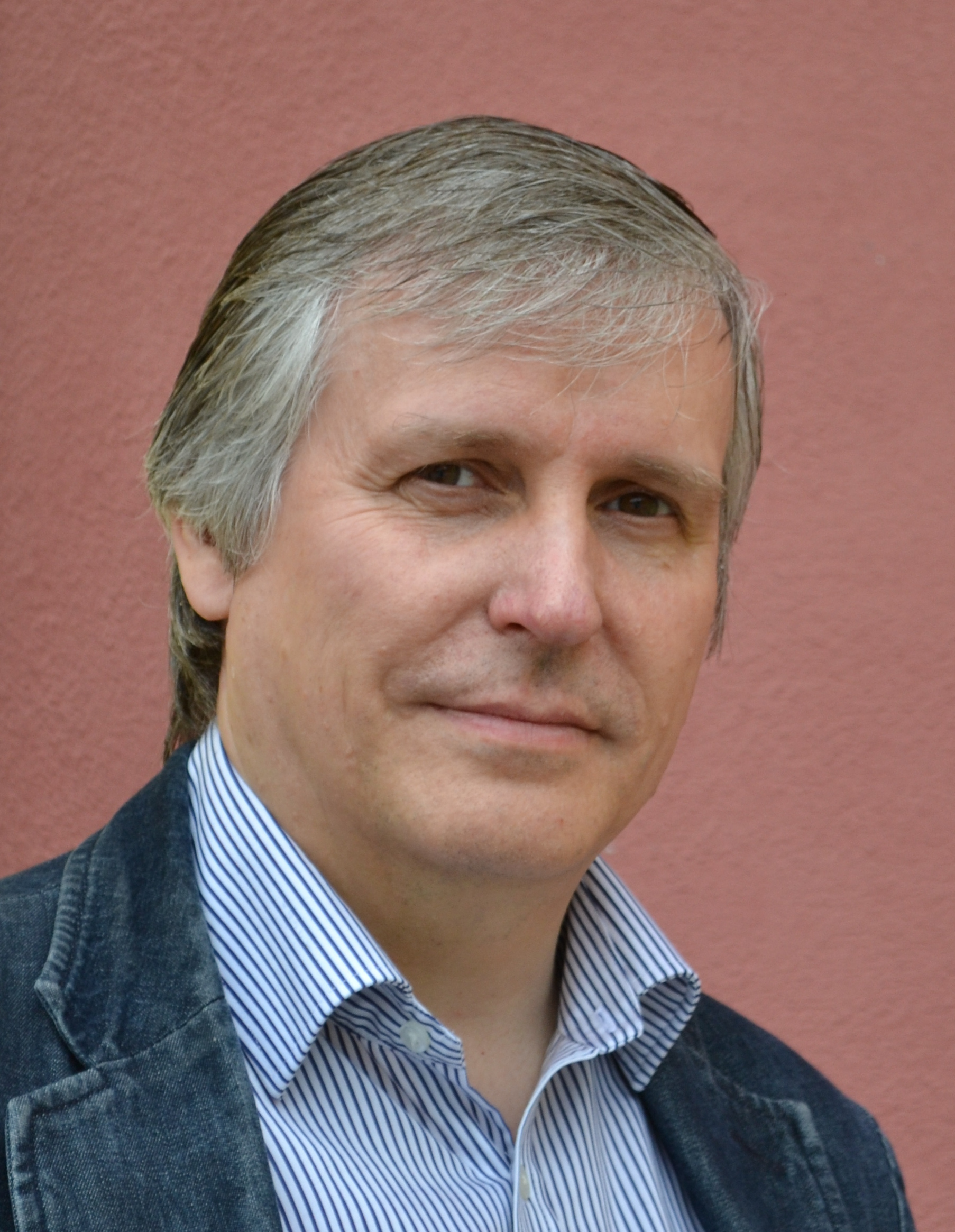
Richard Bartle (2011)

Richard Allan Bartle (* 10. Januar 1960 in England) ist ein britischer Autor und Computerspiel-Forscher. Er ist Professor für Game Design an der University of Essex. Er gilt als Wegbereiter der MMORPG. Seine bekanntesten Arbeiten sind die als Co-Autor des originalen MUD und als Autor von Designing Virtual Worlds. Aus seinen Forschungen zu Spielertypen und -präferenzen ging der Bartle-Test hervor.
1987 unterbrach Richard Bartle seine Professur an der Universität von Essex um sich der Arbeit an MUD2 zu widmen. Er kehrte 2006 an die Universität in eine halbe Stelle zurück und unterrichtet im Studiengang Electronic Systems Engineering Game-Design.
2003 schrieb er Designing Virtual Worlds, welches sich mit der Entwicklung, Geschichte und den Eigenheiten Virtueller Welten (insbesondere MMORPGs) beschäftigt. Es wurde vom Fachpublikum sehr gut aufgenommen. Neben einigen anderen Werken schreibt er außerdem für das einflussreiche Blog Terra Nova.
Richard Bartle ist gegenwärtig Aufsichtsratsmitglied bei Areae Inc. und lebt mit seiner Frau Gail und seinen zwei Töchtern Jennifer und Madeleine in der Nähe von Colchester (England).

## Auszeichnungen
- International Game Developers Association First Penguin Award (2005) Game Developers Choice Awards, für seinen Anteil an der Entwicklung des ersten MUD.
- The Online Game Legend Award (2010) bei den Game Developers Choice Awards.[1]

## Arbeiten
- Spellbinder, 1977 (auch Waving Hands). Ein Pen-&-Paper-Rollenspiel, das zuerst in Bartle's Fanzine Sauce of the Nile beschrieben wird.
- MUD, 1978. Das erste Multi-User Dungeon Spiel
- Artificial Intelligence and Computer Games, 1985, ISBN 978-0-7126-0661-5
- Designing Virtual Worlds, 2003, ISBN 978-0-13-101816-7